# 2MYX
《2MYX》（韓語：투마이엑스）是韓國人氣男子組合A-JAX，於2012年11月19日由DSP Media企劃/CJ E&M Music所發行的首張迷你專輯。

## 發行過程
在正式發行專輯前A-JAX先以張貼著具有刺激性標語的海報在江南、弘大、汝矣島、蠶室等首爾全市內進行宣傳。其後通過其官方CAFE在2012年11月12日宣布於11月15日時隔6個月回歸韓國發行名為《2MYX》的首張迷你專輯，並以同名主打歌曲“2MYX”化身90年代末懷舊感的組合，顯現A-JAX不同以往的成長。於發行當日演出Mnet「M! Countdown」首場的回歸舞台後展開一連串的宣傳行程，同日公開線上音源。11月19日實體專輯於各大販售通路上架。

## 音樂錄影帶
- 2012年11月13日透過其官方YOUTUBE頻道公開新專輯主打歌曲〈2MYX〉的二十五秒MV預告；短片中，七位成員追逐著拿著攝相機的性感美女，打造擁有神秘氛圍的黑白分鏡畫面；在11月15日公開的完整版本中成員們的舞姿更能使人強烈的感受到麥克·傑克森影子，頗有致敬之意。

## 造型
- 服裝造型概念分為〈Bad Boy〉和〈Romantic Guy〉兩種形式。Bad Boy的概念主要是在舞台上以深色西裝搭配大膽的配件使人聯想到麥克·傑克森的裝扮彰顯七人不同特色的男性美，傳達極具吸引力又可惡的形象。而透過專輯寫真翻轉為清新的Romantic Guy形象，成員們身穿開襟的針織外衣就像是可愛親切的男朋友般展現不同的造型元素。

## 曲目
中譯歌名為Mnet-2MYX提供。
1. 2MYX
  - 作詞：차용운, ZigZag Note；作曲：Kalle Engstrom , John Lundvik , Andreas Oberg

主打歌曲，全意：「To. My Ex-Girlfriend」。此曲由曾為新好男孩製作歌曲"I Want It That Way"與Nsync"Bye, Bye, Bye"的作曲家Kalle Engstrom所創作,同時他也是少女時代"Run Devil Run"的作曲者 ，因兩首曲目皆由相同的作曲家製作而有了〈2MYX〉應是在"Run Devil Run"中以'魔鬼'的觀點應答的作品。歌曲描述的是“魔鬼”承認自己是一個壞男孩並對心愛的女人背叛自己做出的回答，有某些部分的歌詞完全是與"Run Devil Run"對立[3]。此外，歌曲運用了麥克·傑克森的經典旋律，並配合了麥克·傑克森的經典舞步。
2. 來抓我吧(Catch Me If You Can)（韓語：잡을테면잡아봐）
  - 作詞：멜로우 (Mellow)；作曲：Steven Lee , Jimmy Richard ；編曲：Steven Lee

該曲由為A-JAX製作出道單曲ONE 4 U與HOT GAME的作曲家暨製作人Steven Lee和知名作曲者Jimmy Richard共同譜曲的快節奏歌曲。是首混合了club節奏和合成電子樂的原創舞曲。
3. Your Song (你的歌)（韓語：너의 노래）
  - 作詞／作曲：Steven Lee；編曲：Steven Lee , Charm

是A-JAX首次嘗試的鮮明曲調透過歌曲亦能感受到男孩組合特有的可愛氛圍。充滿希望愛情的訊息與害羞的告白歌詞融入成員各具特色的歌聲，呈現俏皮的愛情歌曲。
4. One 4 U
  - 作詞：이승재；作曲：Jimmy Richard
5. 只有你 (Never Let Go)（韓語：너밖에 몰라서）
  - 作詞／作曲：Steven Lee
6. Hot Game
  - 作詞：김지향；作曲：Steven Lee
7. 2MYX (Inst.)
  - 作曲：Kalle Engstrom , John Lundvik , Andreas Oberg

## 成績
根據韓國音樂網GAON統計2012年11月11日至11月17日數位音源綜合榜周間排名主打歌曲〈2MYX〉位居188名，合計韓國soribada、ollehmusic、melon、bugs音源網之線上連續播放、下載、BGM、手機鈴聲銷售量總和為1,022,275。

### 專輯排名
| 6    | 24    |       |
| 銷量 |       |       |
| 2MYX | 2,856 | 2,856 |

## 活動紀錄

### 宣傳
| 日期           | 活動名稱             | 地點                                     |
| 2012年11月26日 | 《請回答 A-JAX》     | 首爾'培花女子大學'、京畿道'安西國中'     |
| 2012年12月17日 | 《請回答 A-JAX》     | 慶尙北道'慶山女子中學'、'徐羅伐女子中學' |
| 2012年12月18日 | 《請回答 A-JAX》     | 江原道'北原女子高中'                     |
| 2012年12月26日 | Google+ Hangout LIVE | 'DSP Media本部'                          |

### 音樂現場
| 日期           | 頻道       | 名稱           | 備註                             |
| 2MYX           |            |                |                                  |
| 2012年11月15日 | Mnet       | M! Countdown   | 首場回歸舞台                     |
| 2012年11月16日 | KBS        | 音樂銀行       |                                  |
| 2012年11月17日 | MBC        | Show! 音樂中心 | 外景舞台                         |
| 2012年11月18日 | SBS        | 人氣歌謠       |                                  |
| 2012年11月20日 | MBC MUSIC  | Show Champion  | 錄影日期：11月20日               |
| 2012年11月21日 | Mnet       | Music Triangle |                                  |
| 2012年11月22日 | ChannelA   | OpenStudio     |                                  |
| 2012年11月23日 | KBS        | 音樂銀行       |                                  |
| 2012年11月24日 | MBC        | Show! 音樂中心 |                                  |
| 2012年11月30日 | KBS        | 音樂銀行       |                                  |
| 2012年12月1日  | MBC        | Show! 音樂中心 |                                  |
| 2012年12月2日  | SBS        | 人氣歌謠       |                                  |
| 2012年12月9日  | SBS        | 人氣歌謠       |                                  |
| 2012年12月11日 | Mnet       | M! Countdown   |                                  |
| 2012年12月12日 | Arirang TV | Simply K-Pop   | 錄影日期：12月5日                |
| 2012年12月14日 | SBS MTV    | THE SHOW       | 錄影日期：12月10日               |
| 2012年12月16日 | SBS        | 人氣歌謠       |                                  |
| 2012年12月18日 | Arirang TV | Simply K-Pop   | 錄影日期：12月8日                |
| 2012年12月22日 | MBC        | Show! 音樂中心 |                                  |
| 2012年12月25日 | Arirang TV | Simply K-Pop   | 錄影日期：12月19日               |
| 2012年12月31日 | MBC        | 歌謠大慶典     | 跨年特別節目，成員成民生病未出席 |
| 2013年1月1日   | Arirang TV | Simply K-Pop   |                                  |

### 回歸紀念粉絲會/簽名會
| 日期           | 時間    | 地點                      | 備註       |
| 2012年11月18日 | PM4:30~ | 登村洞SBS公開Hall外       | 小型粉絲會 |
| 2012年11月24日 | PM6:30~ | 日山樂天永豐文庫          | 簽名會     |
| 2012年11月24日 | PM3:00~ | 鍾路永豐文庫              | 簽名會     |
| 2012年12月2日  | PM7:30~ | 江南Synnara record        | 簽名會     |
| 2012年12月9日  | PM7:00~ | 金甫機場                  | 簽名會     |
| 2012年12月15日 | PM7:30~ | 仁川桂陽區 青少年活動中心 | 簽名會     |
| 2012年12月15日 | PM1:30~ | 大田                      | 簽名會     |
| 2012年12月16日 | PM6:30~ | 汝矣島                    | 簽名會     |

### 與A-JAX同在WHITE CHRISTMAS迷你演唱會
| 日期           | 站次   | 時間  | 舉行地點                                  |
| 2012年12月21日 | 京畿道 | 17:00 | 安陽市安陽1洞637-2 dal.komm coffee 安陽店 |

## 發行歷史
| 國家 | 日期           | 發行方式     | 發行公司             |
| ---- | -------------- | ------------ | -------------------- |
| 南韓 | 2012年11月15日 | 數位付費下載 | DSP MUSIC/CJ E&MUSIC |
| 南韓 | 2012年11月19日 | 實體CD       | DSP MUSIC/CJ E&MUSIC |

## 引用來源
1. ↑  . kpopstarz.   [2012-11-09]. （原始内容存档于2019-06-29） （英语）.
2. ↑  . A-JAX cafe.   [2012-11-12]. （原始内容存档于2019-06-03） （韩语）.
3. ↑  . kpopstarz.   [2012-11-15]. （原始内容存档于2016-06-03） （英语）.
4. ↑  . Gaon.   [2012-11-11~11-17]. （原始内容存档于2012-05-15）. 
5. ↑  . youtube.   [2012-12-11]. （原始内容存档于2020-02-28） （韩语）.

## 外部連結
- A-JAX STORY - '2MYX' MV 拍攝現場官方短片（页面存档备份，存于）
- A-JAX STORY - 2MYX 封面拍攝現場官方短片（页面存档备份，存于）